# Feliks Sumarokow-Elston (1820–1877)
Feliks Mikołajewicz Sumarokow-Elston (ros. Феликс Николаевич Сумароков-Эльстон) (ur. 24 stycznia 1820 w Petersburgu, zm. 30 października 1877 w Charkowie) – rosyjski arystokrata, generał lejtnant, generał adiutant, naczelnik obwodu kubańskiego.
W 1853 roku poślubił Jelenę Siergiejewną Sumarokow, z tego związku miał siedmioro dzieci m.in. Feliksa Feliksowicza Sumarokow-Elston, późniejszego księcia Jusupow.